# Grupo Europeo de Cajas de Ahorros
El Grupo Europeo de Cajas de Ahorros, oficialmente y en inglés European Savings Banks Group es una asociación bancaria europea que representa 26 miembros de 26 países (UE y no UE), que comprenden aproximadamente 870 cajas de ahorros individuales y los bancos minoristas. Estas instituciones operan 84.000 sucursales y emplean a 971.000 personas. A comienzos de 2006, los activos totales de los miembros de AECA ascendían a 5.216 millones de € y el total de préstamos no bancarios es de 2.685 millones de €.
La Agrupación Europea de Cajas de Ahorros fue fundada en 1963 como el "Grupo de Cajas de Ahorros de la Comunidad Económica Europea». La asociación cambió su nombre por el de Grupo Europeo de Cajas de Ahorros en 1988. AECA es la organización hermana del Instituto Mundial de Cajas de Ahorros . Ambas organizaciones se gestionan en Bruselas en la Oficina Conjunta de IMCA-AECA.
AECA representa los intereses de sus miembros ante  las instituciones de la UE y fomenta la cooperación entre ellos. Con este fin, se define y expresa la posición de sus miembros en asuntos relacionados con la industria europea de servicios financieros. Publica artículos de investigación y estudios sobre la evolución de la legislación y el mercado de la banca minorista en Europa, sobre todo en comparación con otros mercados. AECA también proporciona consultoría técnica en colaboración con los organismos multilaterales y ofrece formación a sus miembros.

## referencias
1. ↑  «ESBG - Key figures». Archivado desde el original el 9 de diciembre de 2008. Consultado el 8 de julio de 2014.
2. ↑  «ESBG - New publications». Archivado desde el original el 14 de julio de 2014. Consultado el 8 de julio de 2014.

- Datos: Q1376933